# Todd Akin
William Todd Akin, född 5 juli 1947 i New York City, New York, död 4 oktober 2021 i Wildwood, Missouri, var en amerikansk republikansk politiker. Han representerade delstaten Missouris andra valkrets i USA:s representanthus från 2001 till 2013.
Akin föddes i New York men växte upp i Saint Louis, Missouri. Han utexaminerades 1971 från Worcester Polytechnic Institute och tjänstgjorde i USA:s armé 1972–1980. Han studerade därefter teologi vid Covenant Theological Seminary i Saint Louis och avlade masterexamen 1984.
Kongressledamoten Jim Talent kandiderade inte till omval i kongressvalet 2000 och Akin vann valet och efterträdde Talent som representanthusledamot i januari 2001 och har omvalts fyra gånger. Akin ställde upp i 2012 års val till USA:s senat, men förlorade mot den sittande senatorn Claire McCaskill (demokrat).
Han är gift med Lulli Akin och har sex barn.

## "Legitim våldtäkt"
Akin hade vunnit republikanernas primärval i staten med liten marginal och ledde i opinionsundersökningar inför valet till amerikanska senaten över demokraternas kandidat McCaskill tills han vid en intervju med ett lokalt nyhetsorgan angav, att kvinnor som var offer för vad han kallade "legitime rape" (laglig våldtäkt, kan tolkas som "vanlig våldtäkt") sällan blir gravida. Akin försökte senare bortförklara påståendet, som orsakade mycket skarp kritik särskilt från kvinnor. Följden blev att han förlorade valet mot McCaskill med 54,7 procent mot 39,2 procent.
Akin är inte den förste som fört fram dessa tankegångar, men kanske den mest prominente. Han hävdade att uttalandet var en felsägning och vägrade att träda tillbaka i valet. I sin bok "Firing Back: Taking on the Party Bosses and Media Elite to Protect Our Faith and Freedom" förklarar han varför han inte har bett om ursäkt för påståendet och att han försvarade det.